# Hippopotamus
A Hippopotamus az emlősök (Mammalia) osztályának párosujjú patások (Artiodactyla) rendjébe, ezen belül a vízilófélék (Hippopotamidae) családjába tartozó nem.

## Kialakulása és elterjedése
Az első Hippopotamusok Afrikában jelentek meg a miocén korban. A pliocén korban Európát is meghódították. Ázsiában csak Szíriából és Törökországból került elő; ezeket a maradványokat a holocén kori rétegekben találták meg.

## Rendszerezés
A nembe körülbelül 14-15 faj tartozik:
- †Hippopotamus aethiopicus Coryndon & Coppens, 1975
- nílusi víziló (Hippopotamus amphibius) Linnaeus, 1758 - az egyetlen élő faj; egyben a típusfaj is
- †Hippopotamus antiquus Desmarest, 1822
- †Hippopotamus behemoth Faure, 1986
- †krétai törpevíziló (Hippopotamus creutzburgi) Boekschoten & Sondaar, 1966
- †Hippopotamus gorgops Dietrich, 1928
- †Hippopotamus kaisensis Hopwood, 1926
- †Hippopotamus laloumena Faure & Guerin, 1990
- †Hippopotamus lemerlei Stuenes, 1989
- †Hippopotamus major G. Cuvier, 1824
- †Hippopotamus melitensis Forsyth Major, 1902
- †ciprusi törpe víziló (Hippopotamus minor) Desmarest, 1822
- †Hippopotamus pentlandi von Meyer, 1832
- †Hippopotamus sirensis Pomel, 1896

Egyes rendszerezők szerint a Choeropsis nembe sorolt madagaszkári törpe vízilovat (Choeropsis madagascariensis) ebbe a nembe helyezik Hippopotamus madagascariensis név alatt.

## Képek

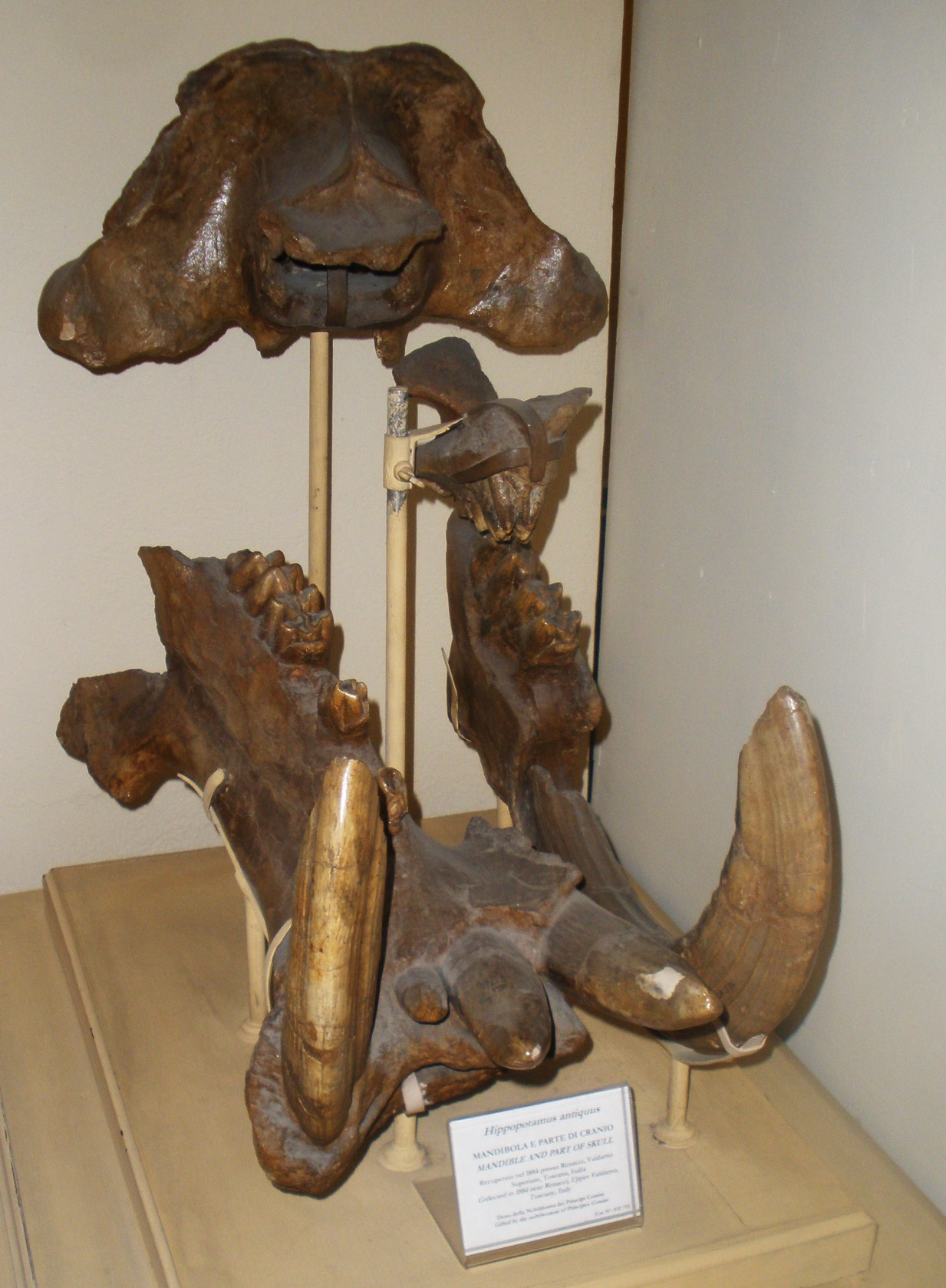
Hippopotamus antiquus
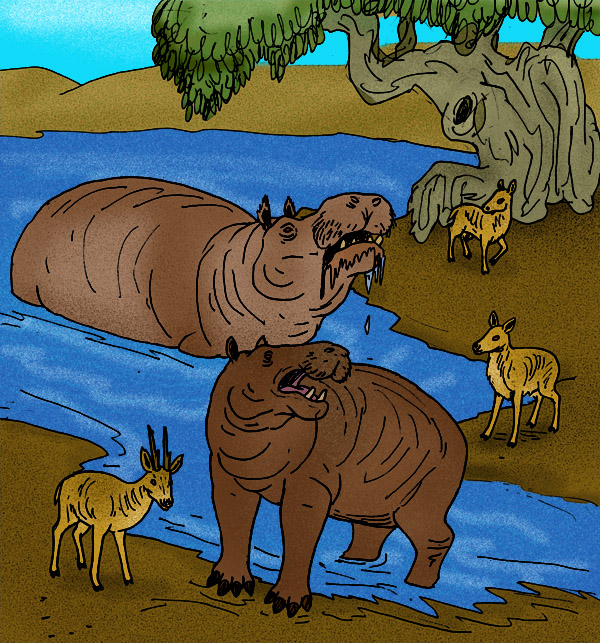
Hippopotamus creutzburgi
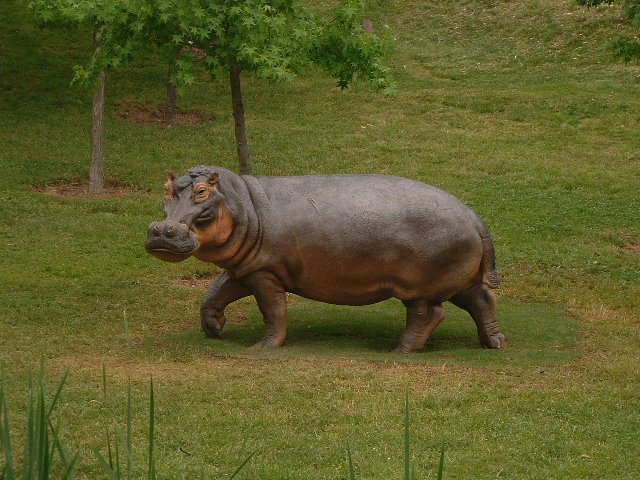
Hippopotamus gorgops
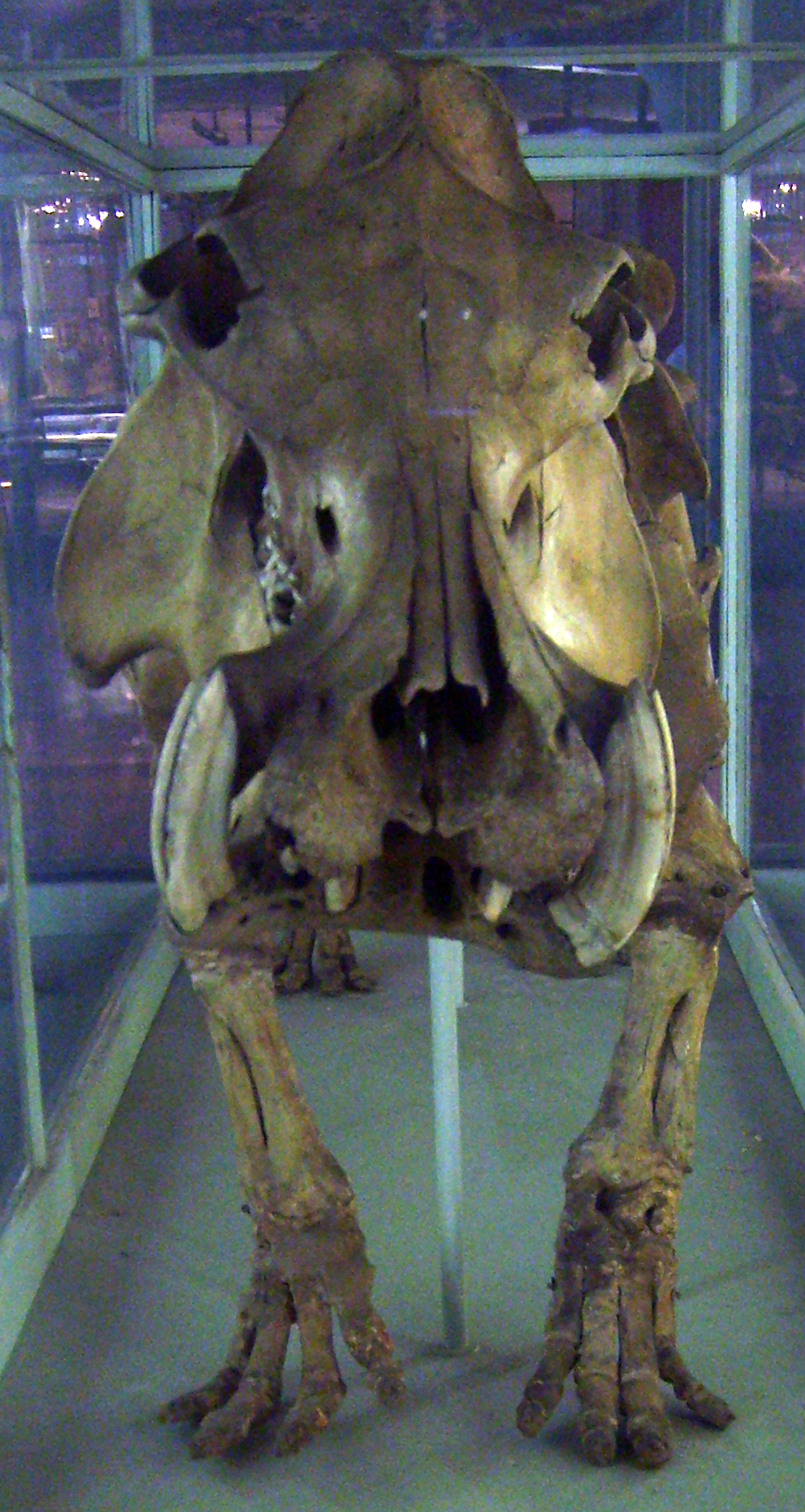
Hippopotamus lemerlei
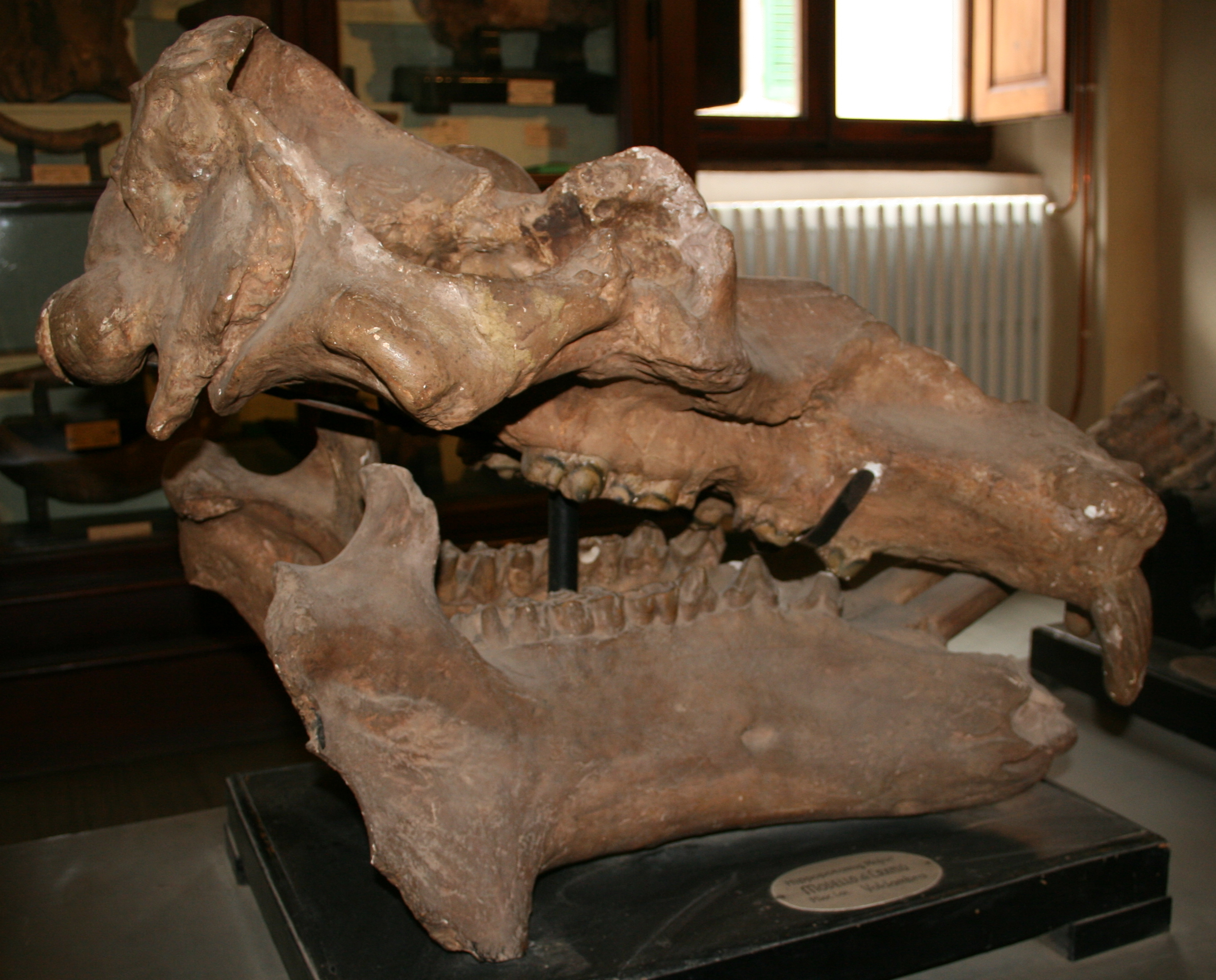
Hippopotamus major
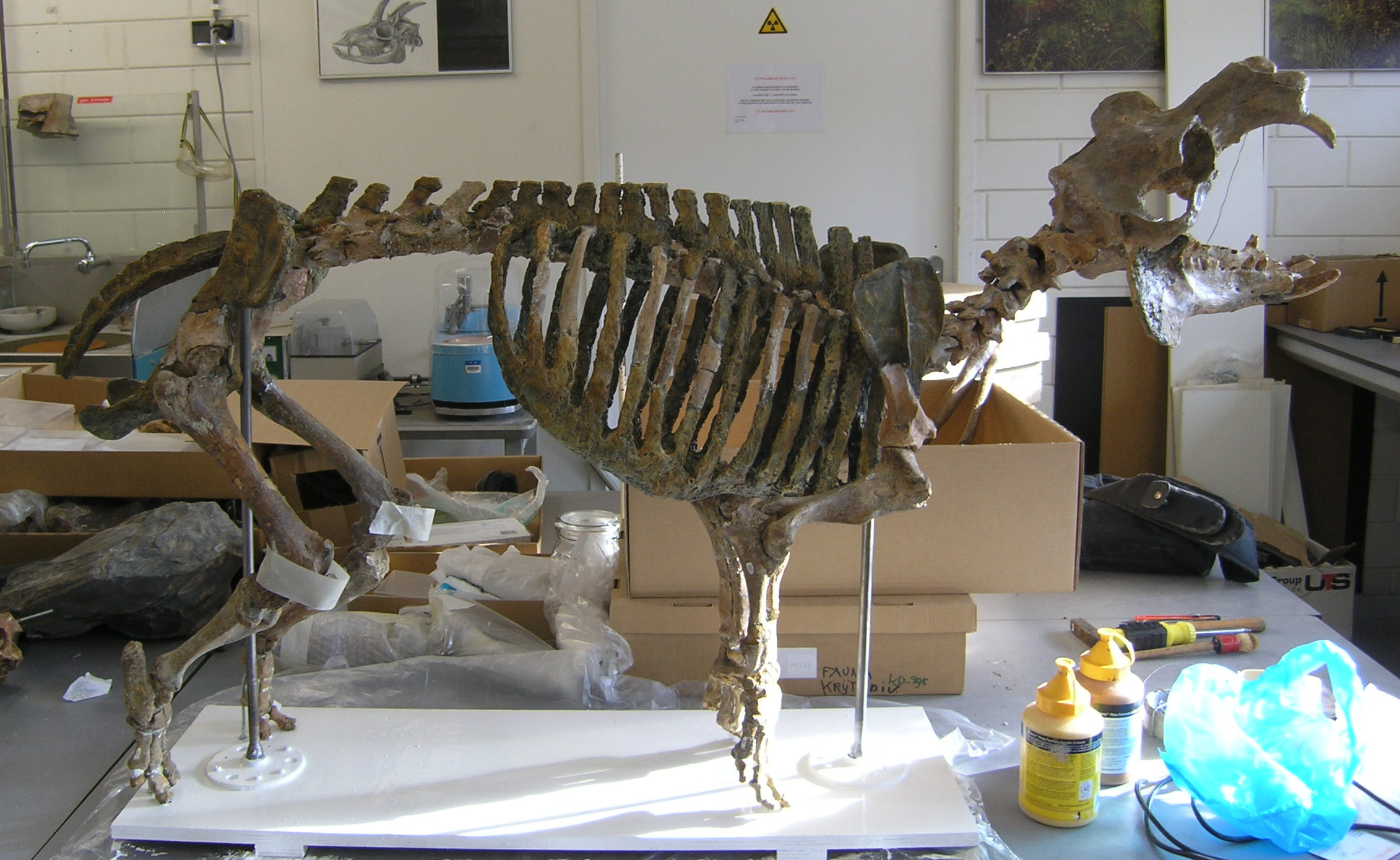
Hippopotamus minor

### Fordítás
- Ez a szócikk részben vagy egészben  a   Hippopotamus (genus) című angol Wikipédia-szócikk ezen változatának fordításán alapul.  Az eredeti cikk szerkesztőit annak laptörténete sorolja fel. Ez a jelzés csupán a megfogalmazás eredetét és a szerzői jogokat jelzi, nem szolgál a cikkben szereplő információk forrásmegjelöléseként.